# Ruth Bryan Owen

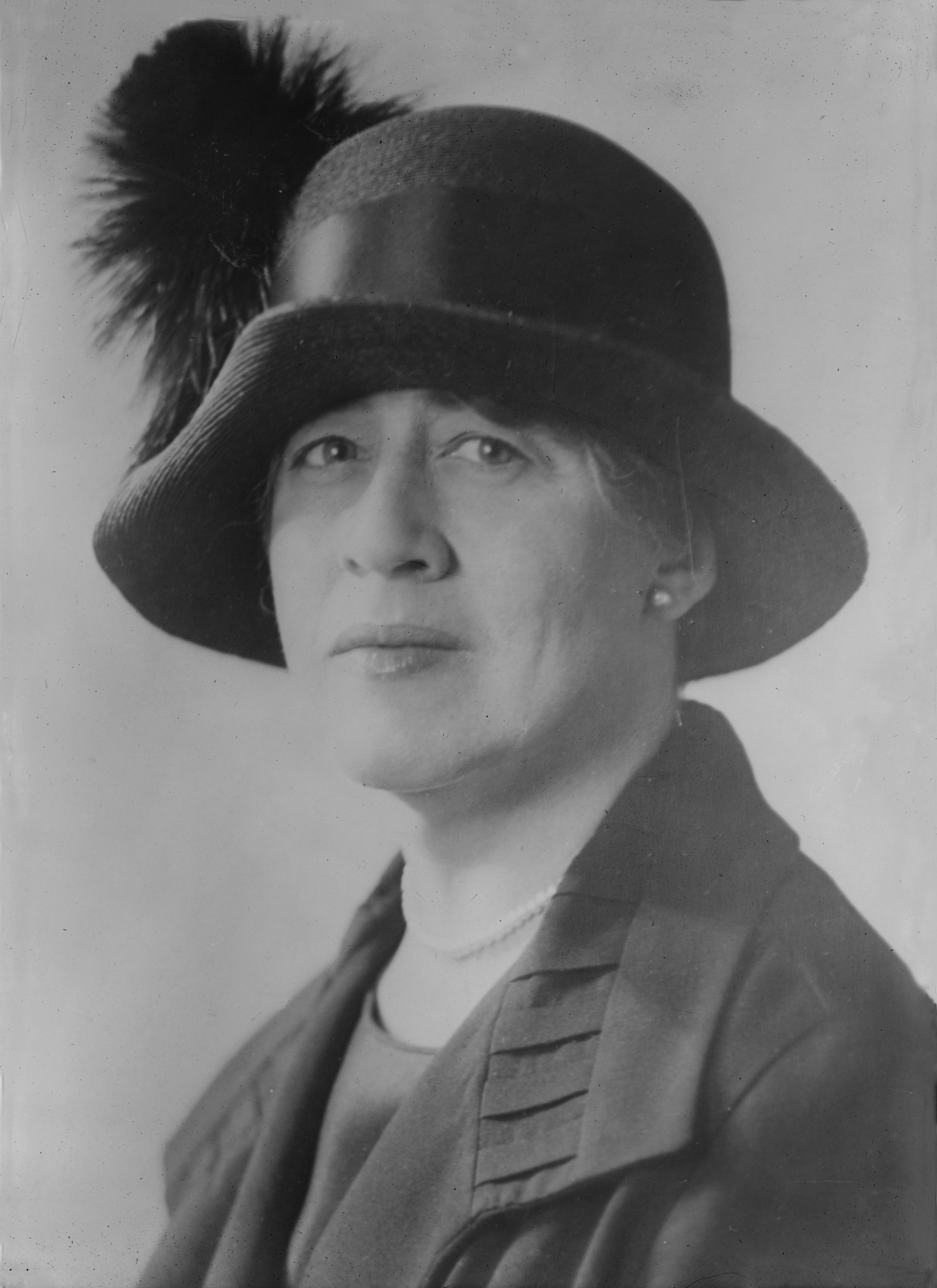
Ruth Bryan Owen (1929)

Ruth Bryan Owen (* 2. Oktober 1885 in Jacksonville, Illinois; † 26. Juli 1954 in Kopenhagen, Dänemark) war eine US-amerikanische Politikerin. Zwischen 1929 und 1933 vertrat sie den Bundesstaat Florida im US-Repräsentantenhaus.

## Werdegang
Ruth Bryan Owen war die Tochter von William Jennings Bryan (1860–1925), der gegen Ende des 19. und zu Beginn des 20. Jahrhunderts ein führender Politiker der Demokratischen Partei war. Er kandidierte dreimal erfolglos für die Präsidentschaft, war von 1913 bis 1915 Außenminister der Vereinigten Staaten und zuvor Kongressabgeordneter für den Staat Nebraska. Die Tochter besuchte die öffentlichen Schulen in Lincoln und danach das Monticello Seminary in Godfrey. Später studierte sie an der University of Nebraska. Im Jahr 1903 brach sie ihr Studium ab, um William Homer Leavitt, einen Porträtmaler aus Rhode Island, zu heiraten. Bis zur Scheidung im Jahr 1909 hatte das Paar zwei Kinder. Im Jahr 1910 heiratete sie den britischen Armeeoffizier Reginald Owen († 1928). Das Paar hatte ebenfalls zwei Kinder.
Während des Ersten Weltkrieges war Ruth Owen von 1915 bis 1918 Krankenschwester in Ägypten und Palästina. Zwischen 1925 und 1928 fungierte sie als Vorstandsmitglied der University of Miami in Florida. Politisch war sie wie ihr Vater Mitglied der Demokratischen Partei. Bei den Kongresswahlen des Jahres 1928 wurde sie im vierten Wahlbezirk von Florida in das US-Repräsentantenhaus in Washington, D.C. gewählt, wo sie am 4. März 1929 die Nachfolge von William J. Sears antrat. Nach einer Wiederwahl im Jahr 1930 konnte sie bis zum 3. März 1933 zwei Legislaturperioden im Kongress absolvieren. Diese waren von den Ereignissen der Weltwirtschaftskrise geprägt. Im Repräsentantenhaus wurde Owen als erste Frau Mitglied im Auswärtigen Ausschuss.
Im Jahr 1932 wurde sie von ihrer Partei nicht mehr zur Wiederwahl nominiert. Nach dem Amtsantritt des demokratischen Präsidenten Franklin D. Roosevelt wurde Ruth Owen als erste Frau überhaupt amerikanische Botschafterin. In dieser Eigenschaft wurde sie als Nachfolgerin von Frederick Coleman nach Dänemark geschickt, wo sie ihr Land zwischen 1933 und 1936 bei der dortigen Regierung vertrat. In diesem Jahr heiratete sie Borge Rohde, einen Hauptmann der königlichen Garde. 1945 war sie Delegierte bei der Gründungsversammlung der UNO in San Francisco. 1948 wurde sie stellvertretende amerikanische Botschafterin bei der UNO. Zwischen 1938 und 1954 war sie Mitglied im Beratungskomitee zur Reform des Arbeitsrechts für Frauen im öffentlichen Dienst. Ruth Owen starb am 26. Juli 1954 in Kopenhagen.